# Lesno Brdo, Vrhnika
Lesno Brdo este o localitate din comuna Vrhnika, Slovenia, cu o populație de 579 de locuitori.